# Іштван Молнар
Іштван Молнар (угор. Molnár István, *7 серпня 1855 — 1920) — угорський журналіст, автор ґрунтовної розвідки «Тарас Григорович Шевченко», надрукованої в журналі «Urania» (1910, №4), в якій докладно описав життя і діяльність Тараса Шевченка, аналізував його твори, подав уривок з балади «Причинна» та вірші «Тече вода в синє море» й «Ой не п'ються пива-меди» в своєму перекладі.